# François David (Physiker)

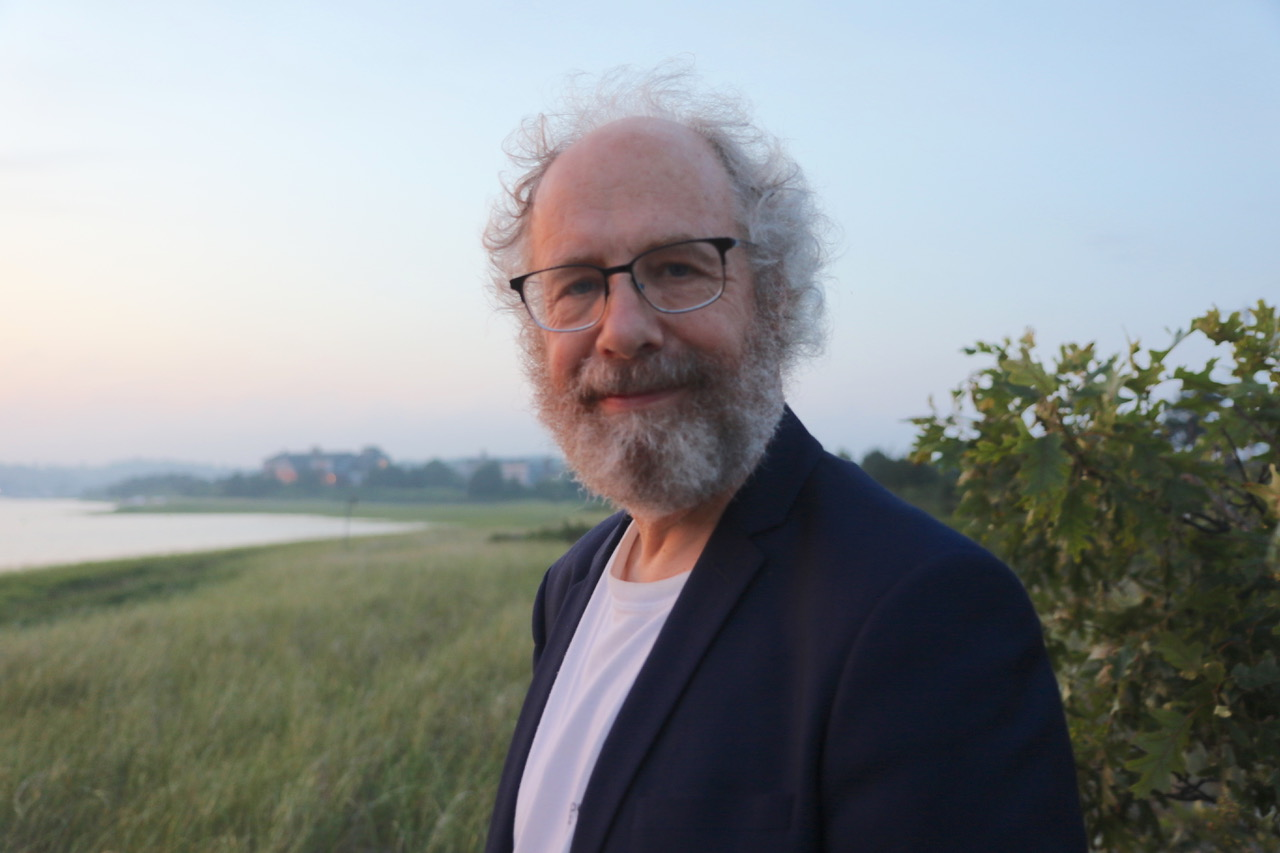
François David

François David (geb. 4. Februar 1955) ist ein französischer theoretischer Physiker.
David studierte 1974 bis zur Agrégation in Physik 1978 an der École normale supérieure (Paris) und war ab 1980 beim CNRS im Service de Physique Théorique de Saclay (Forschungszentrum der CEA in Saclay). 1982 wurde er promoviert (Thèse d’État: Problèmes Infra-Rouges en Théorie Perturbative des Champs) und war danach am Institute for Advanced Study (1983/84). Seit 1989 ist er Forschungsdirektor des CNRS.
Er befasst sich mit Quantenfeldtheorie und statistischer Mechanik, zum Beispiel Zufallsmatrizen und deren Zusammenhang mit zweidimensionaler Quantengravitation, zweidimensionalen Zufallsgeometrien (mit Anwendung in statistischer Mechanik und Quantengravitation), Phasenübergängen in dünnen Filmen und Membranen, Renormierungstheorie und Renormierungsgruppen, Infrarotdivergenzen und nichtstörungstheoretische Effekte in der Quantenfeldtheorie, offenen Quantensystemen und Dekohärenz. statistischer Mechanik verschiedener Wachstumsprozesse.
1989 bis 1996 war er Herausgeber des Journal de Physique/European Physics Journal. 1996 bis 2001 leitete er die École de Physique des Houches. 2002 bis 2010 war er im wissenschaftlichen Komitee des Institut Henri Poincaré und 1987 bis 1995 in der Sektion Theoretische Physik des Comité National de la Recherche Scientifique.
1983 erhielt er die Bronzemedaille des CNRS und 1994 den Prix Ampère der Académie des Sciences.